# T.J. Cunningham
Anthony Cunningham Jr., detto T.J. (Aurora, 24 ottobre 1972 – Parker, 18 febbraio 2019), è stato un giocatore di football americano statunitense che ha militato nel ruolo di safety nella National Football League (NFL).

## Carriera
Cunningham fu scelto nel corso del sesto giro (209º assoluto) del Draft NFL 1996 dai Seattle Seahawks. Quell'anno disputò 9 partite prima di infortunarsi a un ginocchio contro gli Oakland Raiders. Fu svincolato il 25 agosto 1997 chiudendo la sua carriera.

## Morte
Il 17 febbraio 2019, a Cunningham fu sparato alla Eaglecrest High School nella Contea di Arapahoe da un vicino per una disputa su un parcheggio. Il sospetto, Marcus Johnson, gli sparò tre volte. Morì il giorno successivo come conseguenza delle ferite riportate. Johnson fu accusato di omicidio di primo grado.